# 博尔顿大学球场
博尔顿大学球场前名马克龙球场或銳步球場（英語：Reebok Stadium）位於英格蘭博尔顿附近的霍里奇（Horwich），是英格蘭甲組足球聯賽球會博尔顿足球俱乐部的主場球場。

## 概述
銳步球場在1997年落成啟用並取代原有的般頓公園球場（Burnden Park），當時以贊助商銳步的名字命名，造價4,500萬英鎊，為一座現代化可容納28,000觀眾的全座席球場，更結合酒店服務，球場的南看台與擁有125間房的韋斯酒店（Bolton Whites Hotel）相連結。除足球賽外，球場亦可作橄欖球賽、音樂會、大型會議、展覽及宴會等用途。首場比賽在1997年9月1日對愛華頓，以0-0打成平手。雖然新球場擁有先進的設施及更大的容量，但搬遷對很多保頓的球迷而言並不受落，部份因為球場位於市外，更大部份是出於對般頓公園球場光榮歷史的依戀，故此銳步球場外的街道亦命名為般頓徑（Burnden Way）以作紀念。
2014年4月球會宣佈與義大利運動服品牌马克龙（Macron）達成初步四年冠名贊助協議，於2014年7月更名马克龙球场（Macron Stadium）。
2018年月，球場重新命名為博爾頓大學球場 （University of Bolton Stadium）。

## 外部連結
- Stadium Information at Bolton Wanderers official website
- Reebok Stadium information at the official website